# Бекальта (округ)
Бекальта (араб. معتمدية البقالطة) — округ в Тунісі у регіоні Сахель. Входить до складу вілаєту Монастір. Центр округу — м. Бекальта. Станом на 2004 рік загальна чисельність населення становила 13695 осіб.